# لورو پیچنو
لورو پیچنو (به ایتالیایی: Loro Piceno) یک کومونه در ایتالیا است که در استان ماچه‌راتا واقع شده‌است.

## خصوصیات
لورو پیچنو ۳۲٫۵ کیلومترمربع مساحت و ۲٬۵۱۱ نفر جمعیت دارد و ۴۳۶ متر بالاتر از سطح دریا واقع شده‌است.

## خواهرخوانده
شهر Sankt Nikolai im Sausal خواهرخواندهٔ لورو پیچنو هست.